# Saugella Monza
Saugella Monza (auch Vero Volley Monza bzw. Vero Volley Milano) ist ein italienischer Frauen-Volleyballverein in Monza in der Region Lombardei, der in der italienischen Serie A1 spielt.
Der Verein wurde 1981 gegründet und spielte bis 2008 als Pro Victoria Pallavolo Monza. 2016 stieg man in die italienische „Serie A1“ auf. 2019 gewann Monza den europäischen Challenge Cup und 2021 den europäischen CEV-Pokal. Auch die deutsche Nationalspielerin Hanna Orthmann war in Monza aktiv.
Aus Sponsoring- und Marketinggründen wurde das Team mehrfach umbenannt. Seit 2022 führt es den Namen Vero Volley Milano.